# تیم دوچرخه‌سواری شیک
تیم دوچرخه‌سواری شیک (ایتالیایی: Scic) یک تیم دوچرخه‌سواری در ایتالیا است.
این تیم در سال ۱۹۶۹ تأسیس و در سال ۱۹۷۹ منحل شده‌است، تیم شیک در سال ۱۹۷۹ قهرمان بخش تیمی جیرو دیتالیا شده‌است.